# Mount Sterling (Kentucky)
Mount Sterling es una ciudad ubicada en el condado de Montgomery en el estado estadounidense de Kentucky. En el Censo de 2010 tenía una población de 6895 habitantes y una densidad poblacional de 602,98 personas por km².

## Geografía
Mount Sterling se encuentra ubicada en las coordenadas 38°3′55″N 83°56′55″O / 38.06528, -83.94861. Según la Oficina del Censo de los Estados Unidos, Mount Sterling tiene una superficie total de 11.43 km², de la cual 11.38 km² corresponden a tierra firme y (0.52%) 0.06 km² es agua.

## Demografía
Según el censo de 2010, había 6895 personas residiendo en Mount Sterling. La densidad de población era de 602,98 hab./km². De los 6895 habitantes, Mount Sterling estaba compuesto por el 90.33% blancos, el 6.06% eran afroamericanos, el 0.12% eran amerindios, el 0.67% eran asiáticos, el 0% eran isleños del Pacífico, el 1.26% eran de otras razas y el 1.57% pertenecían a dos o más razas. Del total de la población el 3.34% eran hispanos o latinos de cualquier raza.